# 自由与独立联盟
自由与独立联盟（波蘭語：Konfederacja Wolność i Niepodległość）通常缩写为联盟（Konfederacja），是波兰极右翼政党和选举人名单，最初由KORWiN和民族运动于2018年联合成立。

## 纲领
联盟的纲领包括以下承诺，以及其他承诺：
- 税收[13]
  - 取消所得税
  - 将社会保险费（英语：Social Insurance Institution）改为可选择的
  - 降低汽油税
  - 减少政府开支（英语：Government spending）
- 司法[14]
  - 雇佣更多法官助理
  - 恢复死刑[15]
- 教育[16]
  - 创建学券制计划
  - 允许家长选择不让孩子上性教育课（英语：Sex education curriculum）
  - 创建可用于艺术或博物馆的文化券
- 国家安全[17]
  - 允许持证平民拥有枪支（英语：Gun laws in Poland）
  - 允许使用核能（英语：Nuclear energy in Poland）
  - 反对欧盟的难民安置计划
  - 反对增加移民
  - 希望移民融入波兰文化
- 健康[18]
  - 禁止进口垃圾（英语：Toxic colonialism）
  - 反对欧盟的气候变化规则
  - 从受孕时刻起保护人类生命
- 商业[19]
  - 取消对街头交易的处罚
  - 将增值税免征额提高到400,000兹罗提
  - 指数免税额大约是最低工资（英语：Minimum wage in Poland）的12倍
  - 允许企业以道德理由拒绝服务